# 塩別温泉

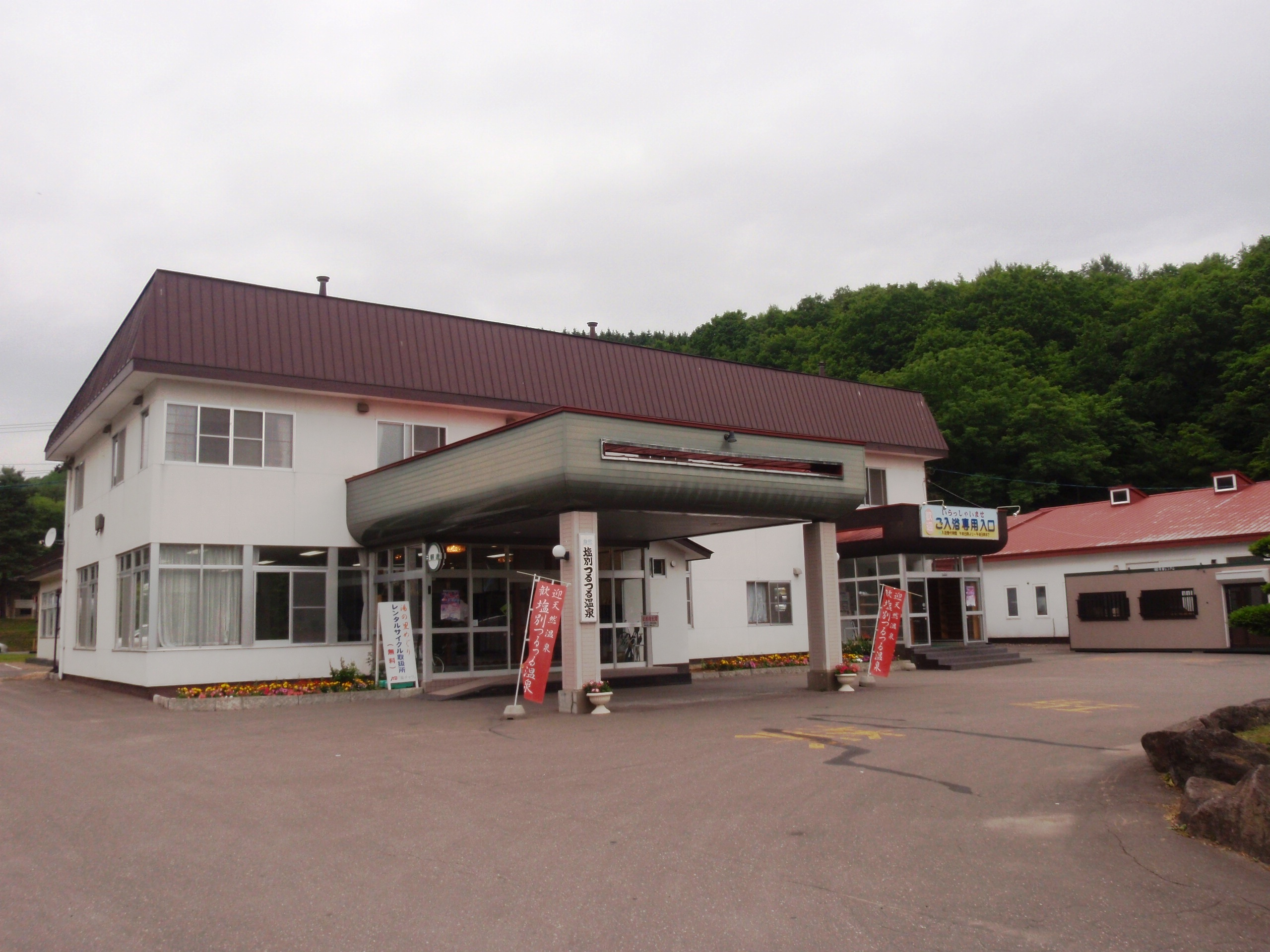
塩別つるつる温泉

塩別温泉（しおべつおんせん）は、 北海道北見市留辺蘂町滝の湯にある温泉。ガイド本によっては滝の湯温泉の一部とすることもある。

## 泉質
- 単純硫黄温泉（アルカリ性低張性高温泉）（旧泉質名：単純硫黄泉）
  - 源泉温度 45.8℃、pH 9.6（アルカリ性）
  - 無色透明、無味、微弱硫化水素臭[2]

## 温泉地
日帰り入浴も扱う一軒宿の旅館、「塩別つるつる温泉」がある。内風呂・露天風呂共に源泉掛け流しである。周辺には旅館が管理する無料パークゴルフ場がある。

## 歴史
- 1950年（昭和25年） - 野村鉱業イトムカ鉱山に関連した野村鉱業保養所として宿泊施設建設
- 1970年（昭和45年） - 「塩別保養所」として旅館業開始（現在の、塩別つるつる温泉）

## アクセス
- JR留辺蘂駅より北見バス・道北バスで「温根湯」バス停下車、徒歩1時間半。宿泊客は送迎あり。

- 車で北見市街から約50分。